# 雨ニモマケズ、ダーウィンは来ズ。
雨ニモマケズ、ダーウィンは来ズ。（あめニモマケズ、ダーウィンはこズ。）は、日本のYouTuberグループ。通称「雨来ズ。」。中央大学附属高等学校の同級生であった そうた、ケニー、よろず。そして、慶応義塾大学の学生であった モトダによる4人組で、モトダがリーダーを務めている。YouTubeチャンネルの登録者数は2025年4月1日時点で約40万人。2020年7月30日に初投稿し、2025年5月21日時点で839本の動画を公開し、総再生回数が1.4億回を超えている。

## メンバー

### 現メンバー
2024年現在、4人で活動中。
| 名前   | 生年月日                 | 身長               | 体重 | 足のサイズ | メンバーカラー | 学歴                     | 備考                      |
| ------ | ------------------------ | ------------------ | ---- | ---------- | -------------- | ------------------------ | ------------------------- |
| モトダ | 2001年2月10日（24歳）。  | 165cm              | 64kg | 26.5~27cm  | 赤             | 慶應義塾大学環境情報学部 | リーダー 本名は元田遼太   |
| そうた | 2000年10月5日（24歳）。  | 169cm （自称170cm) | 58kg | 27cm       | 橙→黄色        | 中央大学法学部           | 元リーダー 本名は鈴木聡太 |
| ケニー | 2000年7月23日（25歳）。  | 171cm              | 57kg | 27cm       | 紫             | 中央大学法学部           |                           |
| よろず | 2000年11月15日（24歳）。 | 177cm              | 70kg | 27.5cm     | 水色           | 中央大学総合政策学部     |                           |

### 旧メンバー
| 名前   | メンバーカラー | 備考                                                           |
| ------ | -------------- | -------------------------------------------------------------- |
| まつき | 緑             | 2021年7月24日投稿｢1番ディズニーしなかったやつ勝ち｣が最後の出演 |
| ザキ   | 赤             | 2021年7月24日投稿｢1番ディズニーしなかったやつ勝ち｣が最後の出演 |

### マネージャー
| 名前       | 身長  | 備考 |
| ---------- | ----- | --- |
| しゅん     |       | 現在は不明 |
| ちゃんふぃ | 181cm | 韓国人 家庭での教育がしっかりしている 日本での本名はシン･ユウ(漢字表記は沈結優) 地面に食べ物を一回乗せて食べなければならない親の教育指導されている |
| あつや     |       | |

## 来歴
2020年7月30日に初投稿し、同年9月20日に動画の総再生回数が10万回になり、同年9月30日に収益化を達成した。
チャンネルの登録者数は2020年12月24日に1万人を超え、2021年7月24日に2万人、2022年2月9日に5万人、同年4月8日に10万人、同年10月19日に20万人、2023年8月15日に30万人を超えた。
さらに2025年現在、40万人を突破している。

## 主な動画
2023年6月に「【初デート】肌が黒くなってくドッキリの最後に黒人が出てきたらどんな反応するのかww」と題する動画を雨来ズ。が公開すると、面白がる視聴者の一方で、人種差別や人権の点で批判された。
2023年6月7日に公開した動画「【危険】深夜の心霊スポットに1人でいるヤバい奴に突撃してみたww」については、インタビューに応じた73歳の男性に対する「認知症で深夜徘徊しちゃってる？」などという雨来ズ。の動画における発言が視聴者の批判を呼んだ。この件に関して雨来ズ。はコミュニティ欄で「お年寄りに対しての不適切な発言」を謝罪した。
2023年7月30日に公開した動画「【傷害罪】殴ってきた犯人が捕まったから裁判に行ったらマジで楽しすぎたww」では、メンバーを殴った犯人の裁判を傍聴した報告をした 。
2023年8月21日に公開した動画「【チン凸】未成年に陰部の写真を送る変態おじさんに顔面タトゥーで突撃してみたww」は、被害者の協力を得て雨来ズ。が犯人を追及する様子を扱った 。